# Конрад фон Керпен
Конрад фон Керпен (на немски: Conrad/Konrad von Kerpen; † сл. 1343/сл. 1345) е благородник от фамилията фон Керпен, господар на замък Керпен в Южен Айфел в Рейнланд-Пфалц.
Той е син на Дитрих фон Керпен († сл. 1265/сл. 1310) и втората му съпруга Маргарета фон Моестроф († сл. 1303), наследничка на Моестроф, дъщеря на Йохан фон Моестроф.
Братята му са Дитрих фон Керпен-Илинген († 1327/1335), Хайнрих фон Керпен († сл. 1333), господар на Линстер и Майзембург, Йохан, катедрален приор в Кьолн и Хайнрих, приор в „Св. Гереон“ в Кьолн.

## Фамилия
Конрад фон Керпен се жени за Елизабет фон Мерш, дъщеря на Йохан фон Мерш. Те имат децата:
- Йохан II фон Керпен цу Моестроф († сл. 1387/1406), женен I. пр. 10 септември 1348 г. за Елизабет фон Фльорхинген († сл. 1355), II. за Лиза/Елизабет фон Шьонек († сл. 1406)
- Конрад, каноник в „Св. Гереон“ в Кьолн
- Дитрих, абат на Прюм
- Валраве/Валрам фон Керпен († сл. 1368), приор на Прюм
- Хайнрих, свещеник във Валдорф
- Рикардис фон Керпен († сл. 1362), омъжена пр. 14 август 1348 г. за Йохан маршал на Алфтер († сл. 1363)

Конрад фон Керпен се жени втори път за Елизабет фон Райфершайд († сл. 1342), вдовица на Фридрих фон Даун, дъщеря на Йохан III фон Райфершайд († 1315/1317) и Рикарда Долен Залм († сл. 1330).  Те имат децата:
- Елизабет/Елза фон Керпен († сл. 1404), омъжена I. за Флорин фон Зехтем-Дерздорф († 25 май 1379), II. за граф Вилхелм I Байсел фон Гимних, фогт на Борнхайм († 1404)
- Теодерих фон Керпен